# 俄罗斯科学院俄罗斯历史研究所
俄罗斯科学院俄罗斯历史研究所（俄语：Институт российской истории РАН），简称俄科院俄史所（ИРИ РАН），是隶属俄罗斯科学院的俄国本国历史科学研究机构，同时也是培养高级科研人员的教学单位。

## 历史
1929年，莫斯科成立共产主义学院历史研究所。1931年，列宁格勒成立苏联科学院历史与古文献学研究所。1936年两所合并，成立苏联科学院历史研究所。从事本国历史和世界历史的综合性研究。1968年，取消苏联科学院历史研究所，拆分成世界通史研究所和苏联历史研究所。1986年，苏联科学院苏联历史研究所获得劳动红旗勋章。
苏联解体后的1992年1月28日，苏联科学院苏联历史研究所改称俄罗斯科学院俄罗斯历史研究所。2004年，在萨马拉成立伏尔加分所。

## 机构设置
（2020年）
研究中心
- 古罗斯史研究中心
- 俄国封建史研究中心
- 19世纪至20世纪初俄国史研究中心
- 俄罗斯领土和人口史研究中心
- 祖国文化研究中心
- 俄罗斯宗教和教会史研究中心
- 俄罗斯军事史研究中心
- “国际关系中的俄罗斯”研究中心
- 俄罗斯各民族史和民族关系史研究中心
- 俄罗斯历史科学研究中心
- 俄罗斯当代政治史研究中心
- 20世纪俄罗斯史料出版中心
- 俄罗斯史料研究中心
- 经济史研究中心
- 俄罗斯社会史研究中心

## 历任所长
| 任期           | 姓名                               |
| -------------- | ---------------------------------- |
| 1968年－1970年 | 鲍里斯·亚历山德罗维奇·雷巴科夫     |
| 1970年－1974年 | 帕维尔·瓦西里耶维奇·沃洛布耶夫     |
| 1974年－1979年 | 阿列克谢·列昂季耶维奇·纳洛奇尼茨基 |
| 1979年－1988年 | 谢苗·斯皮里多诺维奇·赫罗莫夫       |
| 1988年－1993年 | 阿纳托利·彼得罗维奇·诺沃谢利采夫   |
| 1993年－2010年 | 安德烈·尼古拉耶维奇·萨哈罗夫       |
| 2010年－       | 尤里·亚历山德罗维奇·彼得罗夫       |